# Southland Conference
La Southland Conference, abbreviata in SLC, è una conference atletica collegiale che opera negli Stati Uniti centro-meridionali (in particolare Texas, Louisiana e Arkansas). Partecipa alla NCAA Division I per tutti gli sport; per il football, partecipa alla Division I Football Championship Subdivision (FCS). Il Southland sponsorizza 18 sport, 10 per donne e 8 per uomini, ed è governato da un consiglio di amministrazione presidenziale e da un consiglio consultivo di amministratori atletici e accademici. Tom Burnett è stato nominato il sesto commissario del Southland il 23 dicembre 2002. Dal 1996 al 2002, solo per il football, la Southland Conference era conosciuta come Southland Football League .
Gli uffici della conference si trovano nel sobborgo di Frisco, in Texas.